# La Pérouille

La Pérouille este o comună în departamentul Indre, Franța. În 1 ianuarie 2022 avea o populație de 435 de locuitori.